# 11246 Orvillewright
11246 Orvillewright è un asteroide della fascia principale. Scoperto nel 1977, presenta un'orbita caratterizzata da un semiasse maggiore pari a 2,4539308 UA e da un'eccentricità di 0,1871053, inclinata di 3,56643° rispetto all'eclittica.